# Хэмилтон, Эрнест
Эрнест Самуэль «Эрни» Хэмилтон (англ. Ernest Samuel "Ernie" Hamilton; 17 апреля 1883, Монреаль — 19 декабря 1964, Квебек) — канадский игрок в лякросс и регби, хоккейный функционер. Играл за лякроссный и регбийный клубы города Монреаля.
На летних Олимпийских играх 1908 года в Лондоне Хэмилтон участвовал в мужском турнире по лякроссу, в котором его сборная заняла первое место, выиграв в единственном матче у Великобритании.
После Олимпиады завершил активную карьеру игрока и в лякроссе, и в регби, в апреле 1909 года стал президентом хоккейного клуба Монреаля. В мае 1912 года стал также президентом лякроссного клуба Монреаля. В ноябре 1913 года ушёл с поста президента лякроссного клуба и намеревался навсегда уйти из спорта, но в конце концов его уговорили вернуться в клуб на должность вице-президента. Оставался влиятельной в международном лякроссе фигурой до 1940-х годов, являясь одним из организаторов учреждения Кубка самого ценного игрока в Международной профессиональной лиге.
Кроме того, в 1932 году принял участие в организации хоккейного клуба «Монреаль Ройялс», первый состав которого в 1939 и 1947 годах выиграл «Кубок Аллена» (Allan Cup), а молодёжный — Мемориальный кубок в 1949 году.
Сын Эрнеста Хэмилтона, Уильям Маклин Хэмилтон — известный канадский политик, среди прочего являлся членом канадского парламента от Монреаля и генеральным почтмейстером (министром почты) Канады. Невестка Эрнеста Хэмилтона, Элизабет Хэмилтон — известная фехтовальщица.